# فرودگاه بین‌المللی چئونگ‌جو
فرودگاه بین‌المللی چئونگ‌جو (به انگلیسی: Cheongju International Airport) (به زبان بومی: 청주국제공항) یک فرودگاه همگانی و نظامی باربری با کد یاتا CJJ است که یک باند فرود بتن دارد و طول باند آن ۲۷۴۳ متر است. این فرودگاه در شهر چئونگ‌جو کشور کره جنوبی قرار دارد و در ارتفاع ۵۸ متری از سطح دریا واقع شده‌است.

## شرکت‌های هواپیمایی و مقصدهای پروازی

### مسافری

#### Domestic
| شرکت‌های هواپیمایی | مقصدهای پروازی |
| ----------------- | -------------- |
| آسیانا ایرلاینز   | ججو            |
| ایستار جت         | ججو            |
| ججو ایر           | ججو            |
| Jin Air           | ججو            |
| کورین ایر         | ججو            |

#### International
| شرکت‌های هواپیمایی      | مقصدهای پروازی                         |
| ---------------------- | -------------------------------------- |
| آسیانا ایرلاینز        | پکن چارتر: دا نانگ، تائویوان تایوان    |
| بیجینگ کپیتال ایرلاینز | پکن                                    |
| هواپیمایی شرقی چین     | نینگبو لیشه                            |
| هواپیمایی جنوبی چین    | فصلی: دالیان ژووشویزی                  |
| ایستار جت              | نینگبو لیشه، شانگهای پودنگ، شنینگ تخین |
| جونیائو ایرلاینز       | شانگهای پودنگ                          |
| کورین ایر              | هانگجو ژیاشان                          |
| سیچوان ایرلاینز        | Zhangjiajie                            |
| یاکوتیا ایرلاینز       | فصلی: خاباروفسک ناوی، ولادی‌وستوک       |

### باری
| شرکت‌های هواپیمایی | مقصدهای پروازی            |
| ----------------- | ------------------------- |
| کورین ایر         | گیمپو فصلی: شانگهای پودنگ |